# Betsiboka
Betsiboka je nejdelší řekou Madagaskaru, je dlouhá 525 km. Pramení v Centrální vysočině v regionu Analamanga a teče směrem k severozápadu. Protéká regionem, který je po ní pojmenován Betsiboka, zleva přibírá nejvýznamnější přítok Ikopa, na kterém leží madagaskarská metropole Antananarivo. Podél dolního toku v regionu Boeny se nacházejí mangrovy. Ústí do Mosambického průlivu, její estuár tvoří záliv Bombetoka, v němž leží velký přístav Mahajanga. Je splavná v délce 130 km od ústí.
Řeka je známá sytě červenou barvou vody, která je podle fotografií pořízených z vesmíru jasně patrná v moři ještě ve značné vzdálenosti od jejího ústí. Toto zbarvení je způsobeno lateritovou půdou, která se v důsledku masivního odlesňování ostrova a následné eroze dostává po každém větším dešti ve značném množství do koryta řeky. V Betsiboce žijí endemické druhy cichlid.